# Евроатлантизъм
Евроатлантизъм, известен още като трансатлантизъм, е геополитическа философия за политическо, икономическо и военно сближаване на държавите от Северна Америка и Европа под общите ценности на демокрацията, индивидуализма, свободите и върховенството на закона. Терминът идва от името на Атлантическия океан, който разделя Северна Америка от Европа. Философията се налага по време и след Втората световна война чрез създаването на различни евроатлантически институции, най-вече НАТО и т. нар. план „Маршал“. Евроатлантизмът варира в силата на подкрепата си в различните региони и държави в зависимост от различни исторически и културни фактори. Атлантизмът често се смята за особено силен в Централна и Западна Европа, както и в Обединеното кралство. Политически той се свързва най-много с класическите либерали или политическата десница в Европа. Атлантизмът често предполага близост със северноамериканската политическа или социална култура (или близостта на САЩ и Канада с ЕС), както и исторически връзки между двата континента.